# Centrale de recherche nucléaire Kahl
Le centre de recherche nucléaire Kahl dispose d'un réacteur nucléaire à l'arrêt depuis 1985 qui est installé dans les environs de Großwelzheim, un quartier de la ville de Karlstein am Main. 

## Description
L'usine est équipée d'un réacteur à eau bouillante (REB) d'une puissance électrique de 15 MWe, qui a été le premier réacteur nucléaire installé en Allemagne.
Ce réacteur a été mis en service en 1962 et il a été arrêté définitivement en 1985.
Le réacteur Kahl appartient à RWE et Bayernwerk, il a été construit par Siemens, le constructeur allemand des centrales de conception General Electric.
Sur le même site, a été installée un peu plus tard la centrale nucléaire de Großwelzheim.